# Seara (Santa Catarina)
Seara é um município brasileiro do estado de Santa Catarina.  Localiza-se a uma latitude 27º08'58" sul e a uma longitude 52º18'38" oeste, estando a uma altitude de 550 metros.
Em Seara, no distrito de Nova Teotônia está localizado o maior museu entomológico da América Latina, o Museu Entomológico Fritz Plaumann. Foi nesta cidade que a Seara Alimentos, hoje grupo JBS, iniciou suas atividades em 1956.

## História
Seara foi colonizada por italianos e alemães e tem a economia voltada para a agropecuária. O município abriga uma obra monumental, o Museu Entomológico Fritz Plaumann, que guarda a maior coleção de insetos de toda a América Latina e desde a sua implantação em 1988 vem se destacando no cenário internacional de turismo científico. 
Seara, cuja denominação significa terra de abundantes grãos cerealíferos. Tem no seu nobre povo, a semear no tempo, muito trabalho e dedicação. Em 1924 iniciou-se a demarcação das terras e colonização do povoado de Nova Milano, hoje Seara.  
Agricultores pobres vindos do Rio Grande do Sul, das regiões próximas a Guaporé, Serafina Correa e Casca vinham a se estabelecer em Nova Milano, munidos apenas de suas precárias ferramentas de agricultura, sementes e sonhos de um futuro bom. 
Em 15 de março de 1944, Nova Milano passou a se chamar Seara. Sugestão do então prefeito de Concórdia, Dogello Goss, homenageando o engenheiro agrimensor Carlos Otaviano Seara, que era encarregado de trabalhos de demarcação de terras pelo estado. No dia 3 de abril de 1954 Seara emancipa-se de Concórdia.  
Além da produção de grãos, o comércio local, o turismo e a crescente preocupação e interesse de ordem ambiental, ecológica e de qualidade de vida da sua população são as primícias do planejamento da gestão municipal.

## A Casa da Cultura
A ideia de construir um espaço próprio para a cultura de Seara tomou forma a partir da doação do prédio do antigo moinho de trigo Seara em maio de 1988, pela Seara Industrial S/A. A construção foi reestruturada e restaurada e transformada na Casa da Cultura Biágio Aurélio Paludo, em homenagem ao idealizador do moinho.  
Hoje a Casa da Cultura move todo processo cultural do município. Lá são desenvolvidos diversos cursos. Entre eles destacamos: Acordeom, Balé, Banda Municipal, Desenho, Flauta, Guitarra, Orquestra Municipal, Piano, Sapateado, Teclado, Teoria Musical, Teatro, Violão, Violino, Viola e Violoncelo.
O município já foi referência, inclusive, em grandes festivais de dança, como o Festival de Dança de Joinville, com apresentações de balé clássico, sapateado e outras modalidades.  

## Praça Central
A praça central de Seara é parte da memória viva da cidade. Gerações se acomodam tranquilamente naqueles bancos, debaixo da sombra da canafístula, num espaço construído na década de 60.  
A praça foi denominada Doutor Harry Quadros de Oliveira e está localizada na Avenida Anita Garibaldi. A denominação enaltece o pediatra que muito fez pela saúde dos pioneiros. Contam os antigos que, diariamente, Dr. Harry fazia o trajeto de sua casa, onde atualmente está a Rede Feminina de Combate ao Câncer, até o hospital, cortando caminho pela pracinha.  
Cada banco instalado no local foi uma doação de empresários de Seara à época. Muitos já se foram e boa parte das lojas nem existe mais. As contribuições foram de: C. Bolzani & Cia Ltda e Casemiras Bossa Nova, de Arcides Benetti; o Pasqualim Alfaiate; Clair e Geraldo Bolzani e Genuíno Sfredo, o Baião, ocupando atualmente a Casa Raquel Decorações e a Agropecuária Santin; Bar Biruta, de Rizziere Dal Maz, local que hoje está instalada Caixa Econômica Federal, barzinho em que o ex-prefeito Aurélio Nardi, na sua juventude, trabalhou como garçom; Nardi Tumelero Indústria e Comércio Ltda, de João Nardi e Etelvino Pedro Tumelero, ex-prefeito e vereador de Seara – hoje o espaço abriga a Sicoob-Crediauc.  
Dr. Harry também deixou um banco para a praça, assim como Theodoro Barbieri Cia Comércio em Geral, onde hoje está a Copérdia. A Seara S.A. Moinhos Ind. e Com. de Cereais funcionou até a década de 1970, onde hoje é a Casa da Cultura. Associação Rural de Seara, de Domingos Sfredo, Casa Petry, de Valentim Petry, também patrocinaram os bancos da praça.

## Museu Fritz Plaumann
O Museu Entomológico Doutor Fritz Plaumann foi inaugurado em 23 de outubro de 1988 no distrito de Nova Teutônia. Lá está exposta toda a sua magnífica obra científica.  
São mais de 80 mil exemplares de 17 mil espécies diferentes de insetos que poderão ser observados pelos visitantes. Seu acervo é o resultado de mais de setenta anos de pesquisas na região da bacia do Rio Uruguai, e de incursões aos estados do Paraná e Mato Grosso do Sul. 
O acesso dá-se pela SC-283 (trecho Seara – Chapecó) e através de uma rodovia municipal com extensão de dez quilômetros.